# Becedas
Becedas település Spanyolországban, Ávila tartományban. Becedas Junciana, La Carrera, Solana de Ávila, La Hoya, San Bartolomé de Béjar, Neila de San Miguel, Medinilla és Gilbuena községekkel határos. Lakosainak száma 151 fő (2024).

## Népesség
A település lakosságának változását az alábbi diagram mutatja:
| Lakosok száma | 404  | 355  | 330  | 300  | 270  | 243  | 230  | 196  | 183  | 151  |
|               | 2001 | 2004 | 2006 | 2009 | 2011 | 2014 | 2016 | 2019 | 2021 | 2024 |